# Karl Baus
Karl Baus (* 18. September 1904 in Schmelz (Saar); † 30. September 1994 ebenda) war ein katholischer Kirchenhistoriker und Patrologe.

## Leben
Karl Baus studierte von 1924 bis 1929 in Innsbruck katholische Theologie und wurde am 4. August 1929 in Trier zum Priester geweiht. Anschließend war er Kaplan in Koblenz. 1935 wurde er Religionslehrer und 1937 Rektor am Gymnasium auf Nonnenwerth. Am 7. September 1939 wurde er in Bonn zum Doctor theologiae promoviert.
Wegen Schwierigkeiten mit den Nationalsozialisten wurde er von 1939 bis 1944 zu einem Studienaufenthalt an den Campo Santo Teutonico nach Rom geschickt, zu dessen Vizepektor er ernannt wurde. Dort lernte er Hubert Jedin kennenlernte, zu dessen Handbuch der Kirchengeschichte er später die Bände über die Alte Kirche beisteuerte.
Nach Deutschland zurückgekehrt, erkrankte er, sodass er erst 1949 eine Dozentur am Trierer Priesterseminar und 1950 an der neu gegründeten Theologischen Fakultät Trier übernehmen konnte. Hier habilitierte er sich am 1. Oktober 1952; am 1. August 1953 wurde er ebenda ordentlicher Professor für Alte Kirchengeschichte und Patrologie und zum 1. November 1962 an die Universität Bonn berufen. Nach seiner Emeritierung mit Ende des Sommersemesters 1969 kehrte er in seine Heimatgemeinde zurück.

## Schriften (Auswahl)
- Der Kranz in Antike und Christentum. Eine religionsgeschichtliche Untersuchung mit besonderer Berücksichtigung Tertullians (= Theophaneia. Bd. 2). Hanstein, Bonn 1940 (Nachdruck 1965).
- Das Kreuz von Herculanum und seine Probleme. In: Theologie und Glaube. Nr. 34, 1942, S. 275–283.
- Die eucharistische Glaubensverkündigung der Alten Kirche in ihren Grundzügen. In: Die Messe in der Glaubensverkündigung. Kerygmatische Fragen, Josef Andreas Jungmann zu seinem 60. Geburtstag. Freiburg 1950, S. 55–70.
- Das Gebet zu Christus beim hl. Hieronymus. In: Trierer Theologische Zeitschrift. Nr. 60, 1951, S. 178–188.
- Das Nachwirken des Origenes in der Christusfrömmigkeit des heiligen Ambrosius. In: Römische Quartalschrift für christliche Altertumskunde und Kirchengeschichte. Nr. 49, 1954, 21–55.
- Die Stellung Christi im Beten des heiligen Augustinus. In: Trierer Theologische Zeitschrift. Nr. 63, 1954, S. 321–339.
- Von der Urgemeinde zur frühchristlichen Großkirche. (= Handbuch der Kirchengeschichte. Bd. 1). Herder, Freiburg/Basel/Wien 1962 (4. Aufl. 1978; Nachdruck 1985).
- Erwägungen zu einer künftigen „Geschichte der christlichen Mission in der Spätantike“ (4.-6. Jh.). In: Reformata reformanda, Festgabe für Hubert Jedin. Münster 1965, S. 22–38.
- zusammen mit Eugen Ewig: Die Reichskirche nach Konstantin dem Großen. Erster Halbband: Die Kirche von Nikaia bis Chalkedon (= Handbuch der Kirchengeschichte. Bd. 2, 1). Herder, Freiburg/Basel/Wien 1973 (Nachdruck 1985).
- zusammen mit Hans-Georg Beck, Eugen Ewig und Hermann-Josef Vogt: Die Reichskirche nach Konstantin dem Großen. Zweiter Halbband: Die Kirche in Ost und West von Chalkedon bis zum Frühmittelalter (470–700) (= Handbuch der Kirchengeschichte. Bd. 2, 2). Herder, Freiburg/Basel/Wien 1975 (Nachdruck 1985).
- Das Gebet zu Christus beim hl. Ambrosius. Eine frömmigkeitsgeschichtliche Untersuchung (= Theophaneia. Bd. 35). Philo, Berlin/Wien 2000.